# Жалаулинський сільський округ
Жалаули́нський сільський округ (каз. Жалаулы ауылдық округі, рос. Жалаулинский сельский округ) — адміністративна одиниця у складі Актогайського району Павлодарської області Казахстану. Адміністративний центр — село Жалаули.
Населення — 992 особи (2021; 1431 у 2009, 2075 у 1999, 3171 у 1989).
Станом на 1989 рік існували Новотроїцька сільська рада (села Балтасап, Івановка, Карасу, Шиганак) та Шолаксорська сільська рада (села Жалаули, Кирикуй, Шолаксор). 2017 року було ліквідовано село Кирикуй. 2019 року до складу округу була включена територія ліквідованого Шолаксорського сільського округу (село Шолаксор).

## Склад
До складу округу входять такі населені пункти:
| Населений пункт | Старі назви | Населення, осіб (1989) | Населення, осіб (1999) | Населення, осіб (2009) | Населення, осіб (2021) |
| --------------- | ----------- | ---------------------- | ---------------------- | ---------------------- | ---------------------- |
| Балтасап, село  | -           | 283                    | 272                    | 217                    | 216                    |
| Жалаули, село   | Івановка    | 968                    | 872                    | 532                    | 381                    |
| Жалаули, село   | -           | 74                     | -                      | -                      | -                      |
| Карасу, село    | -           | 321                    | 191                    | 131                    | 93                     |
| Кирикуй, село   | -           | 166                    | 55                     | 49                     | -                      |
| Шиганак, село   | -           | 368                    | 9                      | -                      | -                      |
| Шолаксор, село  | -           | 991                    | 676                    | 502                    | 302                    |